# Platygobio gracilis
Platygobio gracilis är en fiskart som först beskrevs av Richardson, 1836.  Platygobio gracilis ingår i släktet Platygobio och familjen karpfiskar. Inga underarter finns listade i Catalogue of Life.